# 幡随院
幡随院（ばんずいいん）は、東京都小金井市にある浄土宗系の単立寺院。山号は神田山。寺号は新知恩寺。本尊は阿弥陀如来。

## 沿革

### 幡随意の開創
慶長8年（1603年）に帰依していた徳川家康が江戸開幕にあたって、浄土宗知恩寺33世住持・幡随意を開山として招聘し、江戸神田の台（現・東京都千代田区神田駿河台）に創建した寺である。家康はこの際に白銀10貫目および嫡男・秀忠も米300俵を寄進して堂宇を整えるとともに神田山新知恩院の寺号を与え、徳川家祈願所と定めた。慶長15年（1610年）には浄土宗の檀林が置かれ、後には浄土宗の関東十八檀林の一つとして同宗派の高僧を輩出したとされる。翌慶長16年（1611年）に幡随意は古希になったのを機に随意巖上人を同寺の2世住持法嗣に定めて伊勢国山田（現在の三重県伊勢市）の草庵に引退した。

### 度重なる焼失と再建
元和3年（1617年）神田の台における堀割（神田川）の開削工事が決まったために同地から下谷池之端（現在の台東区上野2丁目付近）に移り、18間四方あったという壮大な本堂と40あまりの学寮を備えて檀林としての偉容を整えた。しかし、明暦3年（1657年）のいわゆる振り袖火事に類焼して堂宇を全て焼失してしまった。このため万治2年（1659年）に浅草神吉町（現在の台東区東上野5丁目23・24番地の辺り、上野学園敷地を含む近接地）に移って再建、本堂・開山堂および学寮40余を建立し、その新境内地は広さは8259坪ほどあったとされる。延宝3年（1675年）には徳川家綱より朱印地50石を給与されている。下付されたその朱印状には「武蔵国豊嶋郡下村之内」とあるが具体的地名は不詳。なお、この時に幡随院の院号を定めたと伝わる。
その後、天和2年（1682年）12月にいわゆる「お七火事」に類焼。ついで元禄11年（1698年）の「勅額火事」でも焼失したとされる。元禄14年（1701年）徳川綱吉生母・桂昌院の援助により本堂・開山堂が再建された。この時の桂昌院の寄進額は1800両にのぼったとされ、再建本堂は梁間が12間、桁行が13間、「壱ツ棟瓦葺」の立派なものと記録される。この頃から民間の寺社詣での流行も相まって阿弥陀堂や薬師堂も備え、幡随院は参詣者で賑わったという。寛延3年（1750年）には22世・了碩和尚が同寺で2人目となる一代紫衣着用の綸旨を賜る。明和9年（1792年）目黒行人坂火事で類焼したが、関通上人の助力もあって黄金600両余の寄付も集まるなど早期に再興がなり、唐破風造りの京間15間ｘ13間で再建した。この後も度々火災にみまわれて堂宇を焼失し寺勢は衰微して、最盛時に48宇もあった学寮は文政元年（1818年）には9宇に減少し塔頭寺院も5箇寺、檀家数は13軒となっていた。

### 近代以後の歩み
明治維新後に政府の方針により寺社地が全て官有地となり、幡随院も「寺院明細簿」を提出している。これによると、この当時に安置されていた諸仏像は30体、境内地の他に1685.28坪の境外民有地を有していた（土地は境内地のみ再下付される）。大正12年（1923年）の関東大震災でこの堂宇も焼失、再建するも昭和12年（1937年）に自火焼失、ついに江戸時代以来の旧地を離れて昭和15年（1940年）に現在の小金井市に移転。現在の堂宇は昭和19年（1944年）52世禮堂和尚によって建立されたものである。昭和37年（1962年）に浄土宗から独立し単立となって現在に至る。

## 現在の堂宇
北側の丘の上に奈良の唐招提寺をイメージして建てられた阿弥陀堂・開山堂、その麓に方丈等を備えるが墓地は有しない。また、かつての学寮の伝統を継ぐ白道寮を設置して檀林学徒を育成したが現在は経済事由で中断している。

## 所在地
- 東京都小金井市前原町3-37-1
- 最寄り駅：JR中央線・武蔵小金井駅